# Andoni Murua Zenarruzabeitia
Andoni Murua Zenarruzabeitia (Barakaldo, 20 de març de 1953) és un exfutbolista basc de les dècades de 1970 i 1980.

## Trajectòria
Després de força temporades jugant a Tercera i Segona Divisió B, amb clubs com el Bilbao Athletic, el Sestao Sport i el Llevant UE, el gran salt el donà l'any 1979 amb l'AD Almería, club amb el qual debutà a primera divisió i on jugà més de 50 partits. Aquest bon paper el portaren a fitxar pel RCD Espanyol, on jugà 51 partits més a Primera durant dues temporades. El 1983 fitxà pel Racing de Santander on romangué dues temporades, una a Segona i una a Primera. En aquests tres clubs coincidí amb José María Maguregui a la banqueta.
El seu germà Edorta Murua i la seva filla Irune Murua també han estat futbolistes.